# سن دیگو (کارابوبو)
سن دیگو (به اسپانیایی: San Diego) یک منطقهٔ مسکونی در ونزوئلا است که در San Diego واقع شده‌است. سن دیگو ۲۷۵ کیلومتر مربع مساحت و ۱۸۷٬۲۱۵ نفر جمعیت دارد.

## خواهرخوانده
شهر کالتاجرونه خواهرخواندهٔ سن دیگو (کارابوبو) هست.